# Peponapis atrata
Peponapis atrata är en biart som först beskrevs av Smith 1879.  Peponapis atrata ingår i släktet Peponapis och familjen långtungebin. Inga underarter finns listade i Catalogue of Life.